# Earophila tellensis
Earophila tellensis là một loài bướm đêm trong họ Geometridae.